# Каплиця Святого Йосипа (Мукачево)
Каплиця Святого Йосипа — готична римо-католицька каплиця в м. Мукачево Закарпатської області, пам'ятка архітектури національного значення (№ 170).

## Історія
Каплиця Святого Йосипа розташовується в центрі міста поруч з Костелом святого Мартина, датується XIV століттям. Це апсида готичного костелу, розташованого на цьому місці, де містився його вівтар.
Костел був споруджений орієнтовно в XIII–XIV ст. В 1551 році він належав кальвіністам, а в 1660 році — католикам. В 1682 році Імре Текелі поділив використання між католикам і реформаторам. В 1705 році костел знову став католицьким.
Костел зазнав руйнувань від пожеж під час військових дій у 1567 році (відновлений місцевим землевласником Мігай Бюді, герб родини досі зберігся на вершині одного з вікон споруди), 1657 та 1686 роках та у 1725 році його було відремонтовано.
Костел за дозволом Національного комітету охорони пам’яток старовини і культури було зруйнованого в 1904 році через аварійний стан, так як в 1880 році почала обвалюватись нава храму. Ця частина храму, яка наразі є основою каплиці також підлягала знесенню, але вже під час знесення нави та дзвінниці її вирішено було залишити та перебудувати у каплицю.

## Архітектура
Каплиця побудована з тесаного, ламаного та розсипного каменю в готичному стилі, укріплена контрафорсами. Контрафорси зведені з розсипного та ламаного каменю, зміцнені цеглою, передусім зміцнені їх верх та фасад. Фасад каплиці оформлений аркою  з трояндою та декорований хрестами. Вікна будівлі вузькі та стрілчасті з різьбленими наличниками та вітражами. До однієї зі стін прибудована кругла вежа, яку з високим чотирикутним дахом зі шпилем. В інтер'єрі каплиці збереглися розписи XIV ст. Каплиця  освячена на честь Святого Йосипа 23 березня 1930 року, відреставрована в 1967 році, а її розписи оновленІ у 1978 році.

## Див також
- Костел святого Мартина (Мукачево);
- Реформатська церква (Мукачево)
- Миколаївський Мукачівський жіночий монастир;
- Успенський собор (Мукачево);
- Церква Успіння Пресвятої Богородиці (Мукачево).